# Wanda von Debschitz-Kunowski

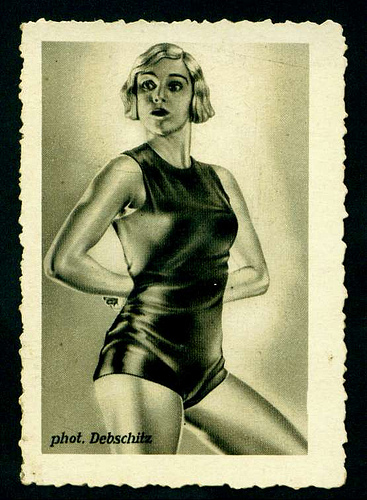
Trudi Schoop fotografada por Debschitz-Kunowski

Wanda von Debschitz-Kunowski (nascida Wanda von Kunowski; 8 de janeiro de 1870 – 23 de abril de 1935) foi uma fotógrafa alemã em Munique.

## Biografia
Em 1921 abriu o seu próprio estúdio de fotografia em Berlim.⁣ o seu trabalho incluiu nus, e dançarinos. A visão de Debschitz-Kunowski era conhecida por diferir da fotógrafa Cami Stone, esposa de Sasha Stone, em algumas das suas colaborações.
Debschitz-Kunowski faleceu em Berlim, em 1935.